# Pavel Orel
Pavel Orel (11 oktober 1988) is een Tsjechisch voetbalscheidsrechter. Hij werd vanaf 2016 opgenomen door FIFA en UEFA en fluit sindsdien internationale wedstrijden. Hij is ook actief in de UEFA Youth League.
Op 28 juni 2016 maakte Orel zijn debuut in Europees verband tijdens een wedstrijd tussen St. Patrick's Athletic en Jeunesse Esch in de voorrondes van de UEFA Europa League. De wedstrijd eindigde op 1–0.
Zijn eerste interland floot hij op 8 september 2019 toen Zwitserland 4–0 won tegen Gibraltar.

## Interlands
| Datum            | Plaats            | Wedstrijd               | Uitslag | Competitie           | Kreeg geel | Kreeg voor de tweede keer geel en dus rood | Weggestuurd |
| ---------------- | ----------------- | ----------------------- | ------- | -------------------- | ---------- | ------------------------------------------ | ----------- |
| 8 september 2019 | Sion, Zwitserland | Zwitserland – Gibraltar | 4 – 0   | Kwalificatie EK 2020 | 1          | 0                                          | 0           |
| 23 mei 2021      | Charkov, Oekraïne | Oekraïne – Bahrein      | 1 – 1   | Vriendschappelijk    | 5          | 0                                          | 0           |

Laatste aanpassing op 25 mei 2021